# Charmoille (Doubs)
Charmoille és un municipi francès situat al departament del Doubs i a la regió de Borgonya - Franc Comtat. L'any 2007 tenia 303 habitants.

## Demografia

### Població
El 2007 la població de fet de Charmoille era de 303 persones. Hi havia 136 famílies de les quals 40 eren unipersonals (16 homes vivint sols i 24 dones vivint soles), 40 parelles sense fills, 36 parelles amb fills i 20 famílies monoparentals amb fills.
La població ha evolucionat segons el següent gràfic:
Habitants censats

### Habitatges
El 2007 hi havia 165 habitatges, 135 eren l'habitatge principal de la família, 16 eren segones residències i 14 estaven desocupats. 150 eren cases i 15 eren apartaments. Dels 135 habitatges principals, 113 estaven ocupats pels seus propietaris, 18 estaven llogats i ocupats pels llogaters i 4 estaven cedits a títol gratuït; 1 tenia una cambra, 1 en tenia dues, 12 en tenien tres, 28 en tenien quatre i 93 en tenien cinc o més. 123 habitatges disposaven pel capbaix d'una plaça de pàrquing. A 65 habitatges hi havia un automòbil i a 55 n'hi havia dos o més.

### Piràmide de població
La piràmide de població per edats i sexe el 2009 era:
| Homes | Edats   | Dones |
| ----- | ------- | ----- |
| 0     | 95 o +  | 0     |
| 0     | 90 a 94 | 0     |
| 4     | 85 a 89 | 0     |
| 0     | 80 a 84 | 12    |
| 0     | 75 a 79 | 0     |
| 12    | 70 a 74 | 12    |
| 12    | 65 a 69 | 8     |
| 4     | 60 a 64 | 4     |
| 8     | 55 a 59 | 12    |
| 16    | 50 a 54 | 4     |
| 4     | 45 a 49 | 8     |
| 16    | 40 a 44 | 8     |
| 8     | 35 a 39 | 16    |
| 4     | 30 a 34 | 4     |
| 16    | 25 a 29 | 4     |
| 4     | 20 a 24 | 8     |
| 12    | 15 a 19 | 12    |
| 28    | 10 a 14 | 4     |
| 8     | 5 a 9   | 8     |
| 4     | 0 a 4   | 8     |

## Economia
El 2007 la població en edat de treballar era de 176 persones, 130 eren actives i 46 eren inactives. De les 130 persones actives 126 estaven ocupades (69 homes i 57 dones) i 4 estaven aturades (1 home i 3 dones). De les 46 persones inactives 23 estaven jubilades, 12 estaven estudiant i 11 estaven classificades com a «altres inactius».

### Ingressos
El 2009 a Charmoille hi havia 136 unitats fiscals que integraven 326 persones, la mediana anual d'ingressos fiscals per persona era de 16.837,5 €.

### Activitats econòmiques
Dels 6 establiments que hi havia el 2007, 1 era d'una empresa de fabricació d'altres productes industrials, 2 d'empreses de construcció, 1 d'una empresa d'hostatgeria i restauració, 1 d'una empresa de serveis i 1 d'una entitat de l'administració pública.
Dels 3 establiments de servei als particulars que hi havia el 2009, 1 era una fusteria, 1 lampisteria i 1 restaurant.
L'any 2000 a Charmoille hi havia 8 explotacions agrícoles que ocupaven un total de 500 hectàrees.

## Poblacions més properes
El següent diagrama mostra les poblacions més properes.